# Yojijukugo
Yojijyukugo (四字熟語) é um lexema do idioma japonês, que consiste em um conjunto de quatro kanji. Sua origem remonta à China antiga.
No mangá e no anime, yojijukugo são bastante usados. Existe até uma compilação de todos os yojijukugo que são mencionados dentro da série publicada por Futabasha.

## Exemplos
Alguns exemplos de Yojijyukugo:
- 一石二鳥　issekinichō (ichi um + seki pedra + ni dois + chō pássaro)
Matar dois pássaros com uma pedra, (tradução literal), ou matar dois coelhos com uma só cajadada.
- 異体同心 itaidōshin (i diferente + tai corpo + dō igualmente, mesmo + shin mente)
Harmonia de pensamentos entre duas pessoas; duas pessoas agindo em perfeita concordância.